# Inni niż wszyscy
Inni niż wszyscy – drugi album studyjny polskiej grupy muzycznej Trzeci Wymiar. Wydawnictwo ukazało się 24 kwietnia 2006 roku nakładem wytwórni muzycznej Camey Studio. Gościnnie w nagraniach wzięli udział m.in. Wall-E, DonGURALesko, Esse oraz One Man Army. Płyta dotarła do 40. miejsca listy OLiS w Polsce.
Pochodząca z albumu piosenka „Czarne chmury nad miastem” znalazła się na 31. miejscu listy 120 najważniejszych polskich utworów hip-hopowych według serwisu T-Mobile Music.

## Lista utworów
Opracowano na podstawie materiału źródłowego.
1. „Intro – Niosę płytę” (prod. L.A.) – 5:02
2. „Wuuuf” gościnnie: DonGURALesko, Esee, Wall-E (prod. Dj SPH) – 6:05
3. „Czarne chmury nad miastem” (prod. Creon, scratche: Creon) – 4:38
4. „Chcę się obudzić” (prod. Dj SPH, scratche: DJ SPH) – 3:57
5. „Żeby zostawić ślady” gościnnie: Primo (prod. Dj SPH) – 4:12
6. „Inni niż wszyscy” (prod. Magiera) – 4:57
7. „Pieniądze” (prod. Creon) – 3:31
8. „Music – skit” (prod. Dj SPH, scratche: DJ SPH) – 0:54
9. „Umiejętności” gościnnie: Wall-E (prod. L.A., scratche: Creon) – 4:23
10. „Przejdź się w moich butach” (prod. Dj SPH, scratche: DJ SPH) – 4:20
11. „Powoli robiło się jasno...” (prod. Dj SPH) – 3:45
12. „Cień wątpliwości” (prod. L.A., gitara basowa: Paweł Kuźmicz, scratche: DJ SPH) – 4:13
13. „Szkoda flow” gościnnie: Łasuch (prod. Dj SPH) – 3:32
14. One Man Army – „Cały czas w grze!” (prod. Dj SPH, scratche: DJ SPH) – 1:06
15. „Nie ma dnia bym o tym nie pamiętał” (prod. Creon, scratche: Creon) – 9:48